# Pondichéry, dernier comptoir des Indes
Pondichéry, dernier comptoir des Indes és una pel·lícula francesa dirigida per Bernard Favre i estrenada el 1997.Els decorats van ser dissenyats pel conegut dissenyador de producció i director d'art indi Thota Tharani.

## Argument
La pel·lícula de ficció està ambientada durant la independència de Pondicherry de França el 1954. Explica la història de Stanislas Charvin, un jove europeu nascut a l'Índia però criat a Marsella, Francès per la seva àvia. Stanislas torna a Pondicherry mentre l'administració francesa es prepara per marxar; té la intenció de recollir les despulles de la seva mare per a la seva repatriació a França per ser enterrada. Mentre és a l'Índia, s'assabenta que la seva mare no ha mort sinó que ha desaparegut. Stanislas descobreix que va deixar el seu marit André per Weber, un home de mitja casta, i en conseqüència és rebutjada i menyspreada per la seva comunitat. Durant el transcurs de la pel·lícula, Stanislas coneix el seu pare (a qui odia), però es reconcilia amb ell abans de morir.
La pel·lícula explora l'autodescobriment del jove Stanislas, de 20 anys, amb el teló de fons de la "gran partida" mentre veiem diverses imatges de caixes i maletes al fons. El missatge final que apareix abans dels crèdits fa una connexió explícita entre la pèrdua dels "comptoirs" a l'Índia i la Guerra d'Algèria: "L'1 de novembre de 1954, Pondicherry s'uneix a l'Índia mentre esclata la insurrecció algeriana". La pel·lícula també representa a Granier (l'últim administrador francès a Pondicherry) cridant "Pondicherry, la capital del no-res!" mentre abandona la colònia a les escenes finals de la producció.

## Repartiment
- Charles Aznavour
- Richard Bohringer
- Frédéric Gorny
- Vanessa Lhoste
- Ravi Manet

## Distincions
- Frédéric Gorny va guanyar el premi Raimu al millor actor jove el 1997.[6]

## Recepció
La pel·lícula va ser en gran manera ridiculitzada per la crítica francesa. Un autor (Jackie Assayag) fa una crítica mordaç de la pel·lícula i dels seus "tòpics sentimentals" en un llibre de 1999.